# EN Близнецов
EN Близнецов (лат. EN Geminorum) — двойная затменная переменная звезда типа Беты Лиры (EB) в созвездии Близнецов на расстоянии (вычисленном из значения параллакса) приблизительно 19 242 световых лет (около 5 900 парсек) от Солнца. Видимая звёздная величина звезды — от +14,2m до +13,6m. Орбитальный период — около 1,2076 суток.

## Характеристики
Первый компонент — белая звезда спектрального класса A. Эффективная температура — около 7943 К.
Второй компонент — белая звезда спектрального класса A.